# 本願寺 (京都市右京区)
本願寺（ほんがんじ）は、京都市右京区にある浄土真宗の寺院である。嵯峨本願寺とも。

## 概要
1969年4月、真宗大谷派第24世法主大谷光暢（闡如）が兼務している管長職を宗派の行政機関である内局に計ることなく新門である長男大谷光紹に譲るとした所謂《開申事件》により大谷家と内局の対立が深刻化する中で、教団内で宗派の基本法規である宗憲の改正が検討される様になった。
これは主に、
・従来別の宗教法人であった為に宗務の方針に齟齬が生じた本山東本願寺と宗派（真宗大谷派）を統合して一体化（宗本一体）すること
・従来大谷家当主が「管長」「法主」「本願寺住職」を兼務することによって、宗派の代表権と本山の代表権を私物化していた《法主制》を改めて、宗派と東本願寺のすべての権限を同朋（門徒）の公議公論に基づいて運営される大谷派教団に一本化すること
以上の二点を目指したものであった。
東本願寺の財産と権力を独占出来る旧体制に固執していた大谷光暢（闡如）は、この様な改革派による宗務の正常化に対して危機感を募らせ、1978年に東本願寺の真宗大谷派からの離脱を宣言して法的な手続きを取り、内局の介入を排した独自の運営をすべく独立本願寺の寺務所を設置した。
その後、当の東本願寺（宗教法人本願寺）の宗派よりの離脱は、1980年に大谷家側の法主大谷光暢・裏方大谷智子・四男大谷暢道（後、大谷光道に改名）の三者と宗派側との間で結ばれた《即決和解》により法的な独立は断念されたものの、その後も宗派側の和解事項が遵守されなかったと主張する闡如の下、独立本願寺の寺務所は「本願寺寺務所」として東本願寺の内事（大谷家の住居）にそのまま存続を続けた。
1981年の大谷派の新宗憲制定により、大谷派は門首制度へと移行したが、それを認めない大谷光暢は門首への就任を拒否して、真宗大谷派から手当を受け取りながら東本願寺法主として独自の宗教活動を続けた。1993年に光暢が遷化すると、四男大谷暢道が遺言によって大谷家当主並びに東本願寺の内事にあった光暢の寺務所を継承し、更に光暢が大谷派と所有権を巡って争っていた４４５点の東本願寺の法宝物の訴訟を引継ぎ、1999年10月22日の最高裁による宗派側の上告棄却によって、「宗派が持つことが望ましい」とされた国宝と重要文化財の指定を受けていた30点余りを除く大半の法宝物（親鸞真筆尊号真像銘文、伝親鸞作親鸞木像、親鸞はじめ歴代真骨等）の所有権を獲得した。
その後2005年に真宗大谷派との間で、内事の居住権を巡っての和解が成立し、内事を立ち退いて明け渡し、新規に獲得した嵯峨の地に移転した。
2007年には、京都府より「宗教法人本願寺」として宗教法人の認証を受け、2010年には本堂を落慶した。
嵯峨の本願寺の公式の見解では、第24世大谷光暢（闡如）遷化（1993年）後 遺言により東本願寺を継職した25世大谷光道（秀如）が、2005年に東本願寺の寺基を烏丸七条から嵯峨に移転したということになり、東本願寺嫡流を名のっている。

## 住職
現住職は、第25世大谷光道(秀如)。大谷家当主、本願寺法主と称す。新門は三女の大谷光純。